# بنتون (میزوری)
بنتون (به انگلیسی: Benton) یک شهر در ایالات متحده آمریکا است که در شهرستان اسکات، میزوری واقع شده‌است. بنتون ۱٫۳۷ کیلومتر مربع مساحت و ۸۶۳ نفر جمعیت دارد و ۱۳۳ متر بالاتر از سطح دریا واقع شده‌است.